# 赫爾南多縣
赫爾南多縣（英語：Hernando County），是位於美國佛羅里達州的一個縣，位於佛羅里達半島西岸，西臨墨西哥灣。面積1,626平方公里。根據美國人口調查局2000年統計，共有人口130,802人。縣治布鲁克斯（Brooksville）。
成立於1843年2月24日。縣名紀念西班牙探險家德索托（Hernando De Soto）。本州另有德索托縣紀念之。